# Episodi de Gli specialisti (serie televisiva 2016) (quarta stagione)
La quarta e ultima stagione della serie televisiva Gli specialisti è stata trasmessa in prima visione assoluta su ZDF dal 16 gennaio al 3 aprile 2019.
In Italia la stagione è stata trasmessa in prima visione assoluta su Rai 2 dal 13 settembre al 1° ottobre 2024.
| n° | Titolo originale              | Titolo italiano               | Prima TV Germania | Prima TV Italia   |
| -- | ----------------------------- | ----------------------------- | ----------------- | ----------------- |
| 1  | Das weiße Schiff der Hoffnung | La nave bianca della speranza | 16 gennaio 2019   | 13 settembre 2024 |
| 2  | Wut                           | Rabbia                        | 23 gennaio 2019   | 16 settembre 2024 |
| 3  | Nazigold                      | Corsa all'oro                 | 30 gennaio 2019   | 17 settembre 2024 |
| 4  | Die Engelmacherin             | Un alibi per la vita          | 6 febbraio 2019   | 18 settembre 2024 |
| 5  | Fahnenflucht                  | Il disertore                  | 13 febbraio 2019  | 19 settembre 2024 |
| 6  | Gespenster                    | Fantasmi                      | 20 febbraio 2019  | 20 settembre 2024 |
| 7  | Der Schwimmer                 | Il nuotatore                  | 27 febbraio 2019  | 23 settembre 2024 |
| 8  | Alte Wunden                   | Vecchie ferite                | 6 marzo 2019      | 24 settembre 2024 |
| 9  | Verräter                      | Traditore                     | 13 marzo 2019     | 26 settembre 2024 |
| 10 | Die kalte Hand                | La mano fredda                | 20 marzo 2019     | 27 settembre 2024 |
| 11 | Der Bankier                   | Il banchiere                  | 27 marzo 2019     | 30 settembre 2024 |
| 12 | Am Ende                       | Un cadavere inatteso          | 3 aprile 2019     | 1º ottobre 2024   |

## La nave bianca della speranza
- Titolo originale: Das weiße Schiff der Hoffnung
- Diretto da:
- Scritto da:

## Rabbia
- Titolo originale: Wut
- Diretto da:
- Scritto da:

## Corsa all'oro
- Titolo originale: Nazigold
- Diretto da:
- Scritto da:

## Un alibi per la vita
- Titolo originale: Die Engelmacherin
- Diretto da:
- Scritto da: